# Gran Premi dels Estats Units del 2017
El Gran Premi dels Estats Units de Fórmula 1 de 2017 fou la dissetena carrera de la temporada 2017. Va tenir lloc del 20 al 22 d'octubre en el Circuit de les Amèriques, a Austin, Texas. Lewis Hamilton va ser el vencedor de l'edició anterior, seguit per Nico Rosberg i Daniel Ricciardo. Els pilots en actiu que han guanyat als Estats Units són Lewis Hamilton i Sebastian Vettel.

## Entrenaments lliures

### Primers lliures
Resultats
| Pos. | Nº | Pilot             | Equip/Motor          | Millor temps | Diferència | Compost | Voltes |
| ---- | -- | ----------------- | -------------------- | ------------ | ---------- | ------- | ------ |
| 1    | 44 | Lewis Hamilton    | Mercedes AMG         | 1:36.335     | —          | SS      | 18     |
| 2    | 5  | Sebastian Vettel  | Ferrari              | 1:36.928     | +0.593     | SS      | 20     |
| 3    | 77 | Valtteri Bottas   | Mercedes AMG         | 1:36.979     | +0.644     | SS      | 10     |
| 4    | 33 | Max Verstappen    | Red Bull - TAG Heuer | 1:37.339     | +1.004     | SS      | 21     |
| 5    | 2  | Stoffel Vandoorne | McLaren F1 Team      | 1:37.352     | +1.017     | US      | 26     |

### Segons lliures
Resultats
| Pos. | Nº | Pilot            | Equip/Motor          | Millor temps | Diferència | Compost | Voltes |
| ---- | -- | ---------------- | -------------------- | ------------ | ---------- | ------- | ------ |
| 1    | 44 | Lewis Hamilton   | Mercedes AMG         | 1:34.668     | —          | S       | 26     |
| 2    | 33 | Max Verstappen   | Red Bull - TAG Heuer | 1:35.065     | +0.397     | S       | 30     |
| 3    | 5  | Sebastian Vettel | Ferrari              | 1:35.192     | +0.524     | US      | 11     |
| 4    | 77 | Valtteri Bottas  | Mercedes AMG         | 1:35.279     | +0.611     | SS      | 39     |
| 5    | 3  | Daniel Ricciardo | Red Bull - TAG Heuer | 1:35.463     | +0.795     | SS      | 24     |

### Tercers lliures
Resultats
| Pos. | Nº | Pilot            | Equip/Motor          | Millor temps | Diferència | Compost | Voltes |
| ---- | -- | ---------------- | -------------------- | ------------ | ---------- | ------- | ------ |
| 1    | 44 | Lewis Hamilton   | Mercedes AMG         | 1:34.478     | —          | US      | 15     |
| 2    | 5  | Sebastian Vettel | Ferrari              | 1:34.570     | +0.092     | US      | 19     |
| 3    | 77 | Valtteri Bottas  | Mercedes AMG         | 1:34.692     | +0.214     | US      | 17     |
| 4    | 7  | Kimi Räikkönen   | Ferrari              | 1:34.755     | +0.277     | US      | 17     |
| 5    | 33 | Max Verstappen   | Red Bull - TAG Heuer | 1:35.103     | +0.625     | US      | 14     |

## Classificació
Resultats
| Pos. | Nº | Pilot             | Equip-motor             | Part 1   | Part 2      | Part 3   | Graella |
| ---- | -- | ----------------- | ----------------------- | -------- | ----------- | -------- | ------- |
| 1    | 44 | Lewis Hamilton    | Mercedes AMG            | 1:34.822 | 1:33.437    | 1:33.108 | 1       |
| 2    | 5  | Sebastian Vettel  | Ferrari                 | 1:35.420 | 1:34.103    | 1:33.347 | 2       |
| 3    | 77 | Valtteri Bottas   | Mercedes AMG            | 1:35.309 | 1:33.769    | 1:33.568 | 3       |
| 4    | 3  | Daniel Ricciardo  | Red Bull - TAG Heuer    | 1:35.991 | 1:34.495    | 1:33.577 | 4       |
| 5    | 7  | Kimi Räikkönen    | Ferrari                 | 1:35.649 | 1:33.840    | 1:33.577 | 5       |
| 6    | 33 | Max Verstappen    | Red Bull - TAG Heuer    | 1:34.899 | 1:34.716    | 1:33.658 | 16      |
| 7    | 31 | Esteban Ocon      | Force India             | 1:35.849 | 1:35.113    | 1:34.647 | 6       |
| 8    | 55 | Carlos Sainz      | Renault                 | 1:35.517 | 1:34.899    | 1:34.852 | 7       |
| 9    | 14 | Fernando Alonso   | McLaren F1 Team         | 1:35.712 | 1:35.046    | 1:35.007 | 8       |
| 10   | 11 | Sergio Pérez      | Force India             | 1:36.358 | 1:34.789    | 1:35.148 | 9       |
| 11   | 19 | Felipe Massa      | Williams Martini Racing | 1:35.603 | 1:35.155    |          | 10      |
| 12   | 26 | Daniil Kvyat      | Scuderia Toro Rosso     | 1:36.073 | 1:35.529    |          | 11      |
| 13   | 2  | Stoffel Vandoorne | McLaren F1 Team         | 1:36.286 | 1:35.641    |          | 20      |
| 14   | 8  | Romain Grosjean   | Haas F1 Team            | 1:36.835 | 1:35.870    |          | 12      |
| 15   | 27 | Nico Hülkenberg   | Renault                 | 1:35.740 | Sense temps |          | 18      |
| 16   | 9  | Marcus Ericsson   | Sauber F1 Team          | 1:36.842 |             |          | 13      |
| 17   | 18 | Lance Stroll      | Williams Martini Racing | 1:36.868 |             |          | 17      |
| 18   | 39 | Brendon Hartley   | Scuderia Toro Rosso     | 1:36.889 |             |          | 19      |
| 19   | 94 | Pascal Wehrlein   | Sauber F1 Team          | 1:37.179 |             |          | 14      |
| 20   | 20 | Kevin Magnussen   | Haas F1 Team            | 1:37.394 |             |          | 15      |

## Carrera
Resultats
| Pos. | Nº | Pilot             | Equip-motor             | Voltes | Temps/Retirat | Graella | Punts |
| ---- | -- | ----------------- | ----------------------- | ------ | ------------- | ------- | ----- |
| 1    | 44 | Lewis Hamilton    | Mercedes AMG            | 56     | 1:33:50.993   | 1       | 25    |
| 2    | 5  | Sebastian Vettel  | Ferrari                 | 56     | +10.143       | 2       | 18    |
| 3    | 7  | Kimi Räikkönen    | Ferrari                 | 56     | +15.779       | 5       | 15    |
| 4    | 33 | Max Verstappen    | Red Bull - TAG Heuer    | 56     | +16.768       | 16      | 12    |
| 5    | 77 | Valtteri Bottas   | Mercedes AMG            | 56     | +34.967       | 3       | 10    |
| 6    | 31 | Esteban Ocon      | Force India             | 56     | +1:30.980     | 6       | 8     |
| 7    | 55 | Carlos Sainz      | Renault                 | 56     | +1:32.944     | 7       | 6     |
| 8    | 11 | Sergio Pérez      | Force India             | 55     | +1 volta      | 9       | 4     |
| 9    | 19 | Felipe Massa      | Williams Martini Racing | 55     | +1 volta      | 10      | 2     |
| 10   | 26 | Daniil Kvyat      | Scuderia Toro Rosso     | 55     | +1 volta      | 11      | 1     |
| 11   | 18 | Lance Stroll      | Williams Martini Racing | 55     | +1 volta      | 17      |       |
| 12   | 2  | Stoffel Vandoorne | McLaren F1 Team         | 55     | +1 volta      | 20      |       |
| 13   | 39 | Brendon Hartley   | Scuderia Toro Rosso     | 55     | +1 volta      | 19      |       |
| 14   | 8  | Romain Grosjean   | Haas F1 Team            | 55     | +1 volta      | 12      |       |
| 15   | 9  | Marcus Ericsson   | Sauber F1 Team          | 55     | +1 volta      | 13      |       |
| 16   | 20 | Kevin Magnussen   | Haas F1 Team            | 55     | +1 volta      | 15      |       |
| Ret  | 14 | Fernando Alonso   | McLaren F1 Team         | 25     | Motor         | 8       |       |
| Ret  | 3  | Daniel Ricciardo  | Red Bull - TAG Heuer    | 16     | Motor         | 4       |       |
| Ret  | 94 | Pascal Wehrlein   | Sauber F1 Team          | 7      | Xoc           | 14      |       |
| Ret  | 27 | Nico Hülkenberg   | Renault                 | 18     | Mecànics      | 18      |       |

## Classificacions després de la carrera
| Pos. | Pilot            | Punts | Canvis de posició |
| ---- | ---------------- | ----- | ----------------- |
| 1    | Lewis Hamilton   | 331   | =                 |
| 2    | Sebastian Vettel | 265   | =                 |
| 3    | Valtteri Bottas  | 244   | =                 |
| 4    | Daniel Ricciardo | 192   | =                 |
| 5    | Kimi Räikkönen   | 163   | =                 |

| Pos. | Constructor             | Punts | Canvis de posició |
| ---- | ----------------------- | ----- | ----------------- |
| 1    | Mercedes AMG            | 575   | =                 |
| 2    | Ferrari                 | 428   | =                 |
| 3    | Red Bull - TAG Heuer    | 315   | =                 |
| 4    | Force India             | 159   | =                 |
| 5    | Williams Martini Racing | 68    | =                 |